# Cubières, Lozère
För andra betydelser, se Cubières.
Cubières är en kommun i departementet Lozère i regionen Occitanien i södra Frankrike. Kommunen ligger i kantonen Le Bleymard som tillhör arrondissementet Mende. År 2022 hade Cubières 189 invånare.

## Befolkningsutveckling
Antalet invånare i kommunen Cubières
| Referens: INSEE |